# Ultima Thule, Teil 1/Ultima Thule, Teil 2
Ultima Thule, Teil 1/Ultima Thule, Teil 2, pubblicato nel 1972, è un singolo a 45 giri - 7 pollici contenente due brani musicali registrati nello stesso anno dal gruppo tedesco Tangerine Dream. Il titolo dei due pezzi è semplicemente "Ultima Thule Teil 1" e "Ultima Thule Teil 2". Soltanto il secondo di questi è riconducibile musicalmente alle sonorità classiche del gruppo tedesco di quel determinato periodo, il primo lato del singolo contiene invece un brano propriamente rock.
Il disco in questione è piuttosto raro, ne venne stampata una versione con copertina differente anche dalla PDU italiana, tuttavia la versione originale tedesca è stata quotata 120 Euro se in condizioni di conservazione ottimali.

## Tracce
1. Ultima Thule, Teil 1 – 3:25
2. Ultima Thule, Teil 2 – 4:22

## Formazione
- Edgar Froese – chitarra elettrica, basso elettrico, organo elettrico
- Peter Baumann – organo elettrico, sintetizzatore
- Christopher Franke – batteria, sintetizzatore

## Crediti
Composto, suonato e prodotto da Chris Franke, Edgar Froese e Peter Baumann.

## Uscite Discografiche in 7"
- Ohr (1972) codice stampa tedesca OS 57006
- PDU (1975) codice stampa italiana PA 1101
- Bootleg (1999) codice "ristampa pirata" spagnola STOS 57006